# Тужилкин, Вячеслав Иванович
Вячеслав Иванович Тужилкин — российский учёный в области технологии сахара и сахаристых продуктов, член-корреспондент РАСХН (1995), член-корреспондент РАН (2014).

## Биография
Родился 01.04.1939 г. в п. Октябрьский Московской области.
Окончил Московский технологический институт пищевой промышленности (1963). Работал и работает там же: инженер-технолог (1963—1965), зав. научной лабораторией (1968—1987), проректор по учебной работе (1987—1989), президент-ректор (1989—2007), с 2008 г. — профессор кафедры технологии сахаристых, субтропических и пищевкусовых продуктов.
Доктор технических наук (1988), профессор (1989), член-корреспондент РАСХН (1995), член-корреспондент РАН (2014).
Область научных интересов:
- совершенствование технологии сахаристых веществ;
- фундаментальные проблемы и новые методы переработки растительного с.-х. сырья для получения кормовых и пищевых продуктов;
- математическое моделирование технологических систем;
- информационные системы в пищевой технологии

## Награды и звания
Заслуженный деятель науки и техники РФ (2002). Лауреат премии Совета Министров СССР (1987). Награждён орденом «Знак Почёта» и 2 медалями. Почётный работник высшего профессионального образования Российской Федерации (1998).